# Wetterburg
Wetterburg is een plaats in de gemeente Bad Arolsen in de Duitse deelstaat Hessen en telt 885 inwoners (2007). Sinds 1972 maakt het deel uit van Bad Arolsen. De plaats grenst aan de Twistesee.

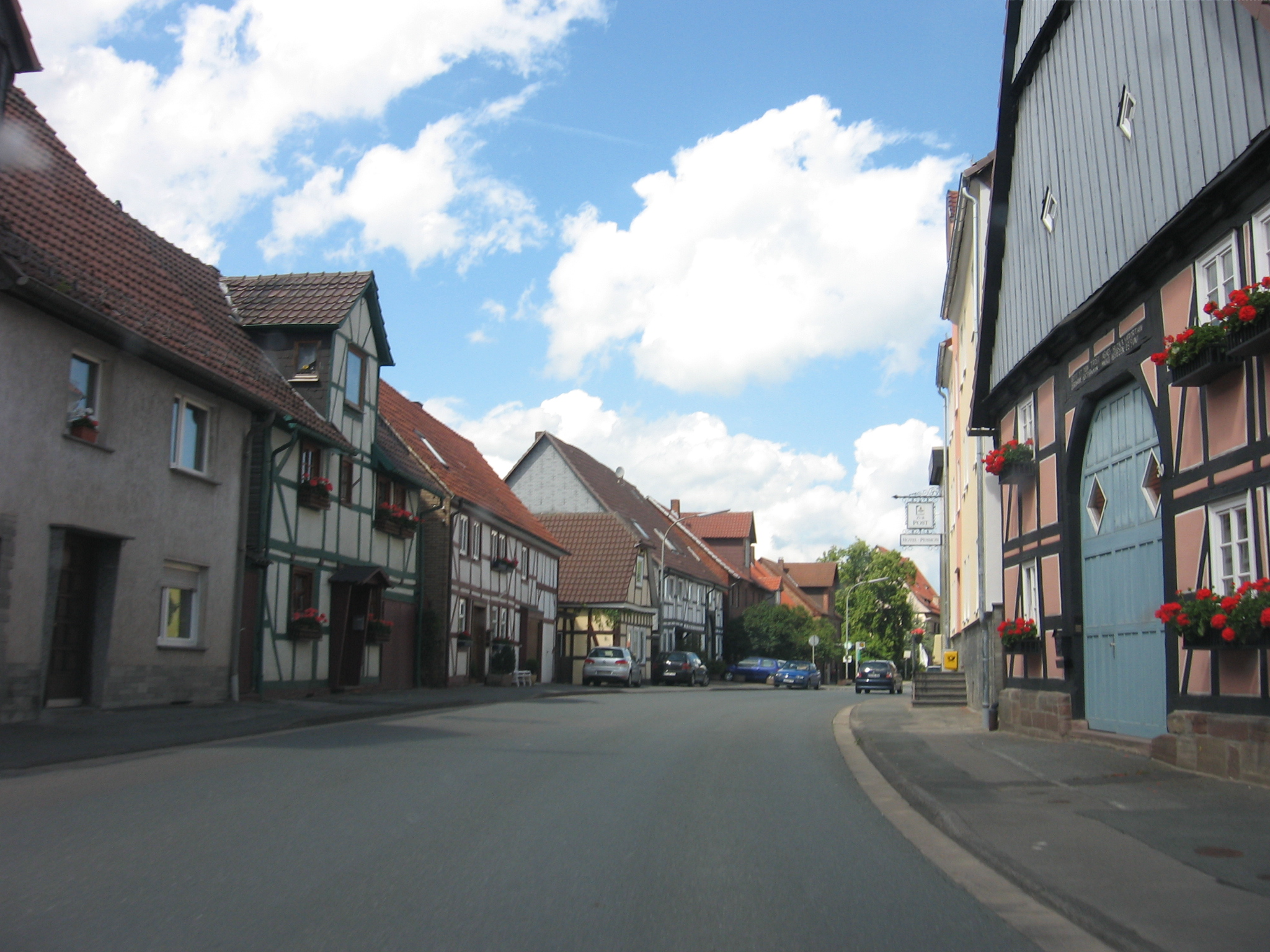
Doorgaande weg (Landstraße 3080) door Wetterburg